# Atmósfera protectora

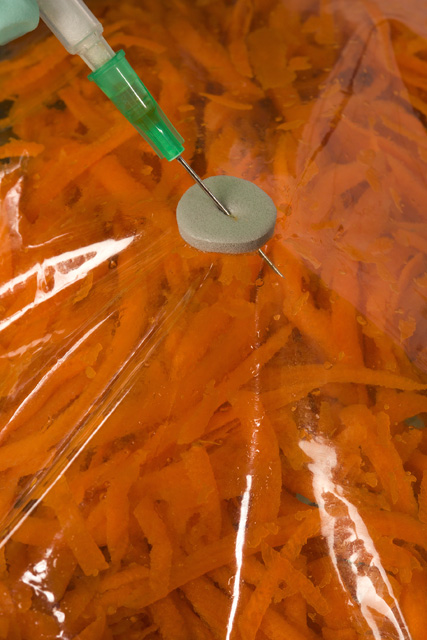
Análisis de la atmósfera de un envase de zanahorias ralladas para determinar los niveles de oxígeno y dióxido de carbono.

Una atmósfera protectora o modificada es una atmósfera con una composición de gases diferente a la del aire, para mejorar las condiciones en que se realiza una tarea (como la soldadura) o la conservación de un producto (como la comida)

## Alimentación
Se usan diferentes gases para mejorar la conservación y en algunos casos mejorar el aspecto.
Se utiliza nitrógeno puro para evitar la oxidación producida por el oxígeno del aire. Se previene el enranciamiento de la grasas y degradación de otros nutrientes como las vitaminas, además de evitar perder cualidades organolépticas.
En las frutas y vegetales frescos, no se elimina completamente el oxígeno. Este tipo de alimentos sigue respirando después de recolectado. En este caso es mejor reducir mucho el nivel de oxígeno y añadir CO2, para reducir su metabolismo y disminuir así su degradación.
En las carnes, se pueden añadir pequeñas cantidades de monóxido de carbono. Este se combina con la hemoglobina y la mioglobina, al igual que hace el oxígeno, dando un color más rojizo a la carne.
En algunos envases se incluye un paquetito, de apariencia similar a los de silicagel, que tiene la función de absorber el oxígeno que atraviesa el envase o en caso de frutas climatéricas, capturar el etileno.
La atmósfera modificada a presión puede ayudar a que la comida o el envase sufra menos daños físicos. Las bolsas de patatas fritas llevan una atmósfera de nitrógeno con una leve presión, para evitar que se aplasten.
En las latas y botellas de bebidas carbonatadas el CO2 a presión ayuda a aumentar la resistencia a la compresión del envase. En caso de bebidas "sin gas" se puede añadir nitrógeno a presión, que no produce la efervescencia y ni el sabor picante del CO2.